# Гірничі науки
Гірничі науки — система наукових знань про:

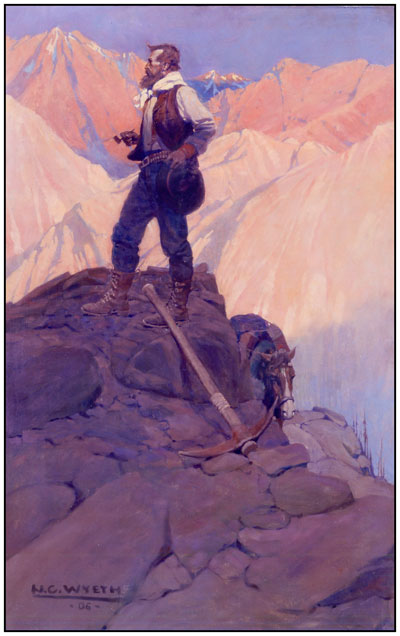
The Prospector. Ньюелл Конверс Ваєт, 1906

- умови залягання родовищ корисних копалин і фізичні явища, що відбуваються в товщі гірських порід при створенні гірничих виробок;

- способи і засоби розвідки, видобування і збагачування корисних копалин;

- організацію виробництва, яка забезпечує безпечну й економічну розробку родовищ.

Гірничі науки — це комплекс наук про освоєння ресурсів надр і первинну переробку корисних копалин. Включає дослідження в галузі розкривання і систем розробки родовищ, гірничої геомеханіки, маркшейдерії, боротьби з рудниковим газом і пилом, гірничої економографії тощо.
Гірничі науки вивчають:
- процеси розробки родовищ;
- геометрію надр
- фіз. явища і процеси, що відбуваються в земній товщі у зв'язку з проведенням у ній гірничих виробок;
- технології збагачення і первинної переробки;
- питання будівництва гірничих підприємств;
- економіку гірничого виробництва і комплексного освоєння ресурсів надр.

Мета Г.н. — розкриття закономірностей і причинно-наслідкових зв'язків технологій і довкілля, а також створення основ для корінного вдосконалення техніки, технології, організації і економіки гірн. виробництва на базі фундаментальних наук.
Об'єкти вивчення Г.н:
- родовища твердих, рідких і газоподібних корисних копалин, гірські породи, що вміщають ці родовища;
- методи і техніка їх розвідки;
- технологія і техніка видобутку, збагачення і первинної переробки корисних копалин;
- будівництво спец. підземних і наземних споруд.

Г.н. тісно взаємодіють з фізикою, хімією, біологією, екологією, математикою, економікою.
В Г.н. виділяють такі великі напрями:
- гірничо-геологічний (гірнича геологія, маркшейдерія, нафтова геологія і т. д.),
- гірничотехнологічний (свердловинна, шахтна, кар'єрна гірнича технологія, фізико-біологічна гірнича технологія тощо),
- гірничотехнічний (гірничі машини), гірничофізичний (гірнича геомеханіка, фізика гірських порід, підземна гідрогазодинаміка і т. д.),
- збагачення і первинна переробка гірничої сировини та гірничоекономічний напрямок Г.н.